# Mīr Ḩesām
Mīr Ḩesām (persiska: مير حِسام, میرحسام) är en ort i Iran.   Den ligger i provinsen Kurdistan, i den nordvästra delen av landet, 500 km väster om huvudstaden Teheran. Mīr Ḩesām ligger 1 505 meter över havet och antalet invånare är 111.
Terrängen runt Mīr Ḩesām är kuperad åt nordväst, men åt sydost är den platt.Runt Mīr Ḩesām är det ganska tätbefolkat, med 93 invånare per kvadratkilometer. Närmaste större samhälle är Bāneh, 7,9 km norr om Mīr Ḩesām. Trakten runt Mīr Ḩesām består i huvudsak av gräsmarker.